# Диема Вижън
Диема Вижън е бивш български пакет от телевизионни канали, създаден през 1999 г. Пакетът се състои от каналите Диема (Диема + до 2007), Диема 2, Диема Фемили (Александра ТВ до 2006), Диема Екстра (2005-2007), ММ и М2 (2003-2007). Пакетът спира да съществува през 2009, когато бива придобит от Modern Times Group - тогавашният собственик на Нова телевизия.